# Ашшур-раби II
Ашшур-раби II (букв. «Ашшур велик») — царь Ассирии приблизительно в 1013—972 годах до н. э.
Ашшур-раби II был, вероятно, младшим сыном Ашшур-нацир-апала I и братом Салманасара II. Он занял ассирийский престол только после смерти своего племянника Ашшур-нирари IV.
Правление Ашшур-раби II началось не совсем удачно. В двух фрагментах царских ассирийских надписей сообщается о том, что в правление Ашшур-раби II арамеи захватили территорию в верхнем течении Евфрата, а именно города Питру и Муткину. Эти земли были в своё время захвачены и колонизированы Тиглатпаласаром I и в течение столетия были частью Ассирии. Во время ответного похода Ашшур-раби II к Средиземному морю царь в горах Аталур повелел поставить свою победную стелу.
Согласно «Ассирийскому царскому списку», Ашшур-раби II правил 41 год, после чего престол унаследовал его сын Ашшур-реш-иши II. Однако, несмотря на такой огромный период правления, едва ли не самый большой в истории Ассирии, сведений о деятельности этого царя сохранилось очень мало.